# Jeanette Wolff
Pour les articles homonymes, voir Wolff.
Jeanette Wolff (Bocholt, 22 juin 1888 - Berlin-Ouest 19 mai 1976) est une femme politique et féministe allemande. 

## Biographie
En 1953, avec Lilly Marx et Ruth Galinski, elle refonde la Ligue des femmes juives interdite en 1938 par les nazis.ïsme